# Bejrucki Uniwersytet Arabski
Bejrucki Uniwersytet Arabski, arab.: جامعة بيروت العربية,  ang.: Beirut Arab University (BAU) – uczelnia prywatna w Libanie. BAU został założony w 1960 r. i od początku istnienia związany jest z egipskim Uniwersytetem Aleksandryjskim. Dysponuje kampusami w Bejrucie, Debbieh, Trypolisie, Bekaa i Aleksandrii. 25 stycznia 2007 r.  doszło na uniwersytecie do starć między zwolennikami rządu i opozycji. Zginęły 4 osoby, a 158 zostało rannych.

## Wydziały
- Wydział Nauk Humanistycznych
- Wydział Prawa i Nauk Politycznych
- Wydział Handlu i Zarządzania
- Wydział Architektury
- Wydział Inżynierii
- Wydział Nauk Ścisłych
- Wydział Farmacji
- Wydział Medycyny
- Wydział Dentystyczny
- Wydział Nauk o Zdrowiu

## Współpraca międzynarodowa
Bejrucki Uniwersytet Arabski współpracuje m.in. z francuskim Université d’Aix-Marseille I, szwedzkim Uniwersytetem Sztokholmskim, brytyjskim University of Sunderland, amerykańskim Illinois State University i włoskim Università degli Studi di Napoli Federico II. Ponadto jest członkiem Międzynarodowego Stowarzyszenia Uniwersytetów (IAU), Stowarzyszenia Uniwersytetów Arabskich (AAU) i Federacji Uniwersytetów Świata Islamskiego (FUIW).

## Absolwenci
- Rafik al-Hariri